# Don Diego del Corral y Arellano
Don Diego del Corral y Arellano est une huile sur toile de Diego Vélasquez conservée depuis 1905 au musée du Prado, legs de la duchesse de Villahermosa. Les dimensions de la toile, ses caractéristiques technologiques, sont semblables au portrait de son épouse Doña Antonia de Ipeñarrieta y Galdós et son fils don Luis.

## Histoire
La toile pourrait avoir été peinte par Vélasquez entre 1631 et 1632, année de la mort du personnage, et en même temps que son épouse et que son fils aîné. La toile partage les mêmes caractéristiques techniques et historiques. En 1668, elle fut inventoriée dans les biens de Juan y Cristóbal del Corral e Ipeñarrieta, fils du personnage, au Palais de Narros à Zarautz (Guipuscoa), avec les portraits de son épouse, de Philippe IV d'Espagne (Métropolitan Museum of Art) et avec le Portrait du Comte-Duc d'Olivares (Musée d'Art de São Paulo), tous attribués à Vélasquez.
La toile resta propriété de la famille ignoré des critiques jusqu'à la fin du XIXe siècle lorsqu'Aureliano de Beruete le présenta comme l'un des meilleurs portraits de cette période. En 1902, il fut exposé au musée du Prado pour le sacre d'Alphonse XIII d'Espagne, Trois ans après, la propriétaire, María del Carmen de Aragón-Azlor, duchesse de Villahermosa, en fit don par legs testamentaire au musée, avec le portrait de son épouse
Avant d'être donné au musée, la presse madrilène s'en fit l'écho :

« Un riche nord-américain a offert un million et demi de francs pour le portrait de Don Diego del Corral y Arellano, peint par Vélasquez, et propriété de madame la Duchesse de Villahermosa. La duchesse a repoussé courtoisement l'offre disant :
- J'aime beaucoup ma famille, ma patrie et l'Art ; et très peu l'argent. Pour tous les millions du monde je ne vendrais pas, moi, mon Vélasquez, que j'aime, et qui après mon existence fera partie du Musée du Prado. »

Les deux autres portraits de Vélasquez propriétés de la famille – Philippe IV et le Comte-Duc d'Olivares – furent mis en vente en 1912 à Londres chez Agnew and Sons.
En 1989, la toile fit partie de l'exposition sur Vélasquez accueillie par le Musée Métropolitain d'Art de New-York.

## Description
Vélasquez avait été chargé par Antonia Ipeñarrieta a Velázquez en 1624 des portraits de Philippe IV, du Comte-Duc d'Olivares et de son défunt premier époux, García Pérez de Araciel. Certains auteurs signalèrent des différences stylistiques entre ce portrait et celui de son épouse, et pensèrent qu'il avait pu être peint sur un portrait initial, en profitant d'un corps déjà peint et dont la tête aurait été retouchée vers 1632. La toile, et la tête en particulier, serait restés inachevés à cause de la mort du sujet. Les radiographies et études techniques du Musée du Prado écartent cette hypothèse ainsi que les diverses chronologies qui avaient été avancées. Les deux toiles des deux époux furent réalisées avec les mêmes matériaux et la même technique.
Le personnage est représenté le corps entier, sur un fond neutre, sa tête est surmontée d'une vive ligne de tonalité plus claire qui donne du relief et, en entourant la tête, la grandi créant une sorte de halo. Vêtu de noir, avec une toge de jurisconsulte qui occulte presque sa croix de Santiago, il tient dans ses mains des papiers. Un de ses mains est posée sur une table couverte d'une nappe de velours  rouge sur laquelle repose un chapeau. C'est un ensemble indices de sa grande dignité.
Tant pour ce portrait que pour celui de son épouse, Vélasquez maintint les conventions des portraitistes de cour, en situant le personnage très près du premier plan de façon que le sol paraisse vu d'au-dessus alors que la tête est proche du bord supérieur. La sobriété de sa composition et l'économie de moyens employés n'empêchent pas un étalage de virtuosité qui se manifeste dans les noirs chatoyants du costume, obtenus par l'utilisation d'amples draperies responsables des reflets, et sur le visage, riche d'expressions, rehausse sur le fond.

## Diego del Corral y Arellano
Diego del Corral y Arellano naquit à Santo Domingo de Silos (Burgos) en 1570, bien que sa famille fut originaire de Cuéllar (Ségovie); C'était le fils de Corral y Arellano, dont Juan Pantoja de la Cruz fit un portrait, y de Isabel de Castro Otáñez. 
Il étudia à l'Université de Salamanque où il devint doyen de la faculté de droit ; postérieurement il fut procureur de l'Audience et Chancellerie Royale de Valladolid (1608), procureur et conseil du Conseil de la Hacienda (1612 y 1622), auditeur du Conseil de Castille y chevalier de l'ordre de Santiago (1622). Il participa au tribunal qui jugea Rodrigo Calderón, votant contre la peine de mort imposée par les deux autres juges. Il s'opposa ainsi aux volontés du nouveau gouvernement du Comte-Duc d'Olivares et cette marque d'intégrité l'éloigna du pouvoir royal.
Il se maria à Madrid en 1627 avec Antonia de Ipeñarrieta, veuve de García Pérez de Araciel, également procureur et de presque 30 ans de moins que lui, de qui il eut six fils. Luis, qui apparaît sur un portrait de Vélasquez avec sa mère, est l'un d'entre eux. Diego del Corral mourut à Madrid le 20 mai 1632, peu après que Vélasquez achevât son portrait. Il laissa divers écrits dont certains furent publiés, comme le Mémorial du Prince d'Esquilache et d'autres de type judiciaires. De plus, on conserve de lui des traités sur des forces religieuses, des ouvrages sur le protocole et d'autres thèmes.